# Réserve naturelle de Rødsåsen
La Réserve naturelle de Rødsåsen  est une réserve naturelle norvégienne qui est située dans le municipalité de Moss, dans le comté d'Østfold.

## Description
La réserve naturelle de 0,315 km2 est située a l'extrémité sud-est de l'île de Jeløya.
Le but de la réserve est de "préserver une zone forestière en tant qu'écosystème avec toute la vie végétale et animale naturelle sur les roches permiennes dans les zones estivales les plus chaudes du pays, avec un emplacement exposé sur le fjord d'Oslo".
Avec son emplacement stratégique presque au milieu du fjord d'Oslo, le sommet de Rødsåsen était autrefois utilisé comme cairn, indiqué sur les cartes à partir de 1775.